# Chanco (fromage)
 (février 2025).
Si vous disposez d'ouvrages ou d'articles de référence ou si vous connaissez des sites web de qualité traitant du thème abordé ici, merci de compléter l'article en donnant les références utiles à sa vérifiabilité et en les liant à la section « Notes et références ».
Le Chanco est un fromage de vache du Chili originaire de la localité de Chanco dans la région du Maule. Il est aujourd'hui produit dans tout le sud et le centre du Chili et représente près de 50 % de la consommation de fromage chilien. C'est un fromage affiné à pâte mi-dure, à teneur réduite en lactose et à consistance molle.